# Port lotniczy Maramureș
Port lotniczy Maramureș (IATA: BAY, ICAO: LRBM) – port lotniczy położony 10 km na zachód od Baia Mare, w okręgu Marmarosz, w Rumunii.
Do 2017 roku nosił nazwę Port lotniczy Baia Mare.

## Linie lotnicze i połączenia
| Linia lotnicza | Kierunek                                         |
| -------------- | ------------------------------------------------ |
| Air Connect    | Sezonowo: 1. Bukareszt-Băneasa                   |
| HiSky          | 1. Paryż-Beauvais Sezonowe czartery: 1. Hurghada |
| TAROM          | 1. Bukareszt                                     |